# Lago Namak
O lago Namak (em persa: دریاچه نمک قم, Daryacheh-ye Namak, que significa lago salgado)  é um lago salgado do Irão. Situa-se a cerca de 100 km a leste da cidade de Qom e a 120 km a sul de Teerão, a uma altitude de 790 m. O lago tem uma área de cerca de 1800 km², mas a maior parte está seca. A água só cobre 1 km². O lago atinge uma profundidade muito diminuta, apenas de 45 cm a 1 m. O nível de água varia tanto pela extração que é feita como por causa da evaporação, sendo maior na primavera. A fonte de água mais importante é o rio Qom. O lago é um vestígio remanescente do mar Paratétis, que começou a secar no Pleistoceno, deixando o lago Urmia e o mar Cáspio, entre outros corpos de água salgada.

## Descrição
O lago está situado no extremo ocidental de um dos dois maiores desertos de sal em terras altas, o Dasht-e Kavir. A leste situa-se o parque nacional Kavir, que protege uma área de 4000 km². Na parte central do lago salgado, o sal obtido é transportado por estrada com camiões e vendido na cidade de Caxã.
Embora pela alta taxa de sal nas suas águas exista pouca biodiversidade, há mesmo assim algumas espécies raras de peixes que habitam as suas águas. A fauna das redondezas inclui várias espécies de mamíferos, répteis e aves. Entre os mamíferos podem ser enumerados a cabra-selvagem, carneiros-selvagens, argali, raposa, lobo-cinzento, caracal, hiena-listrada, lebre, burro-selvagem e gazela, e entre as aves o pardal-da-rocha, entre outros. Como na região existem espécies que estão ameaçadas de extinção, como o leopardo-persa e guepardo-asiático, a parte oriental está protegida como parque nacional. A fauna piscícola do lago, devido à mudança do nível da água e ao alto nível de salinidade, habita principalmente as fozes ocidentais dos afluentes..
A região do lago tem clima frio de deserto. A temperatura média anual é de 22°C, snedo o mês mais quente agosto, quando a temperatura média é de 36°C, e o mais frio janeiro, com 6°C. A média anual de precipitação é de 199 milímetros. O mês mais chuvoso é abril, com uma precipitação média de 36 mm, e o mais seco é setembro com precipitação de 1 mm.

## Imagens

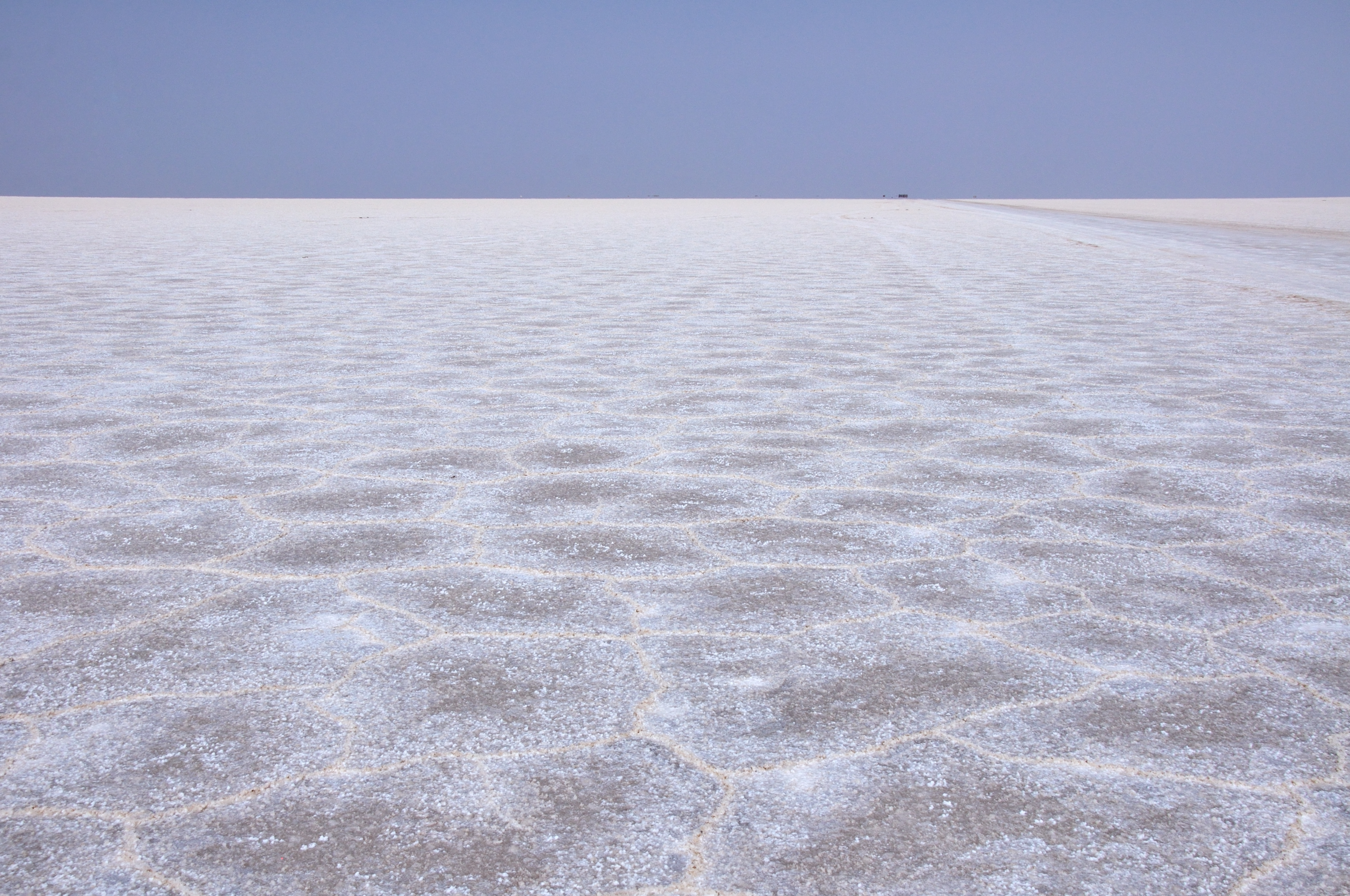
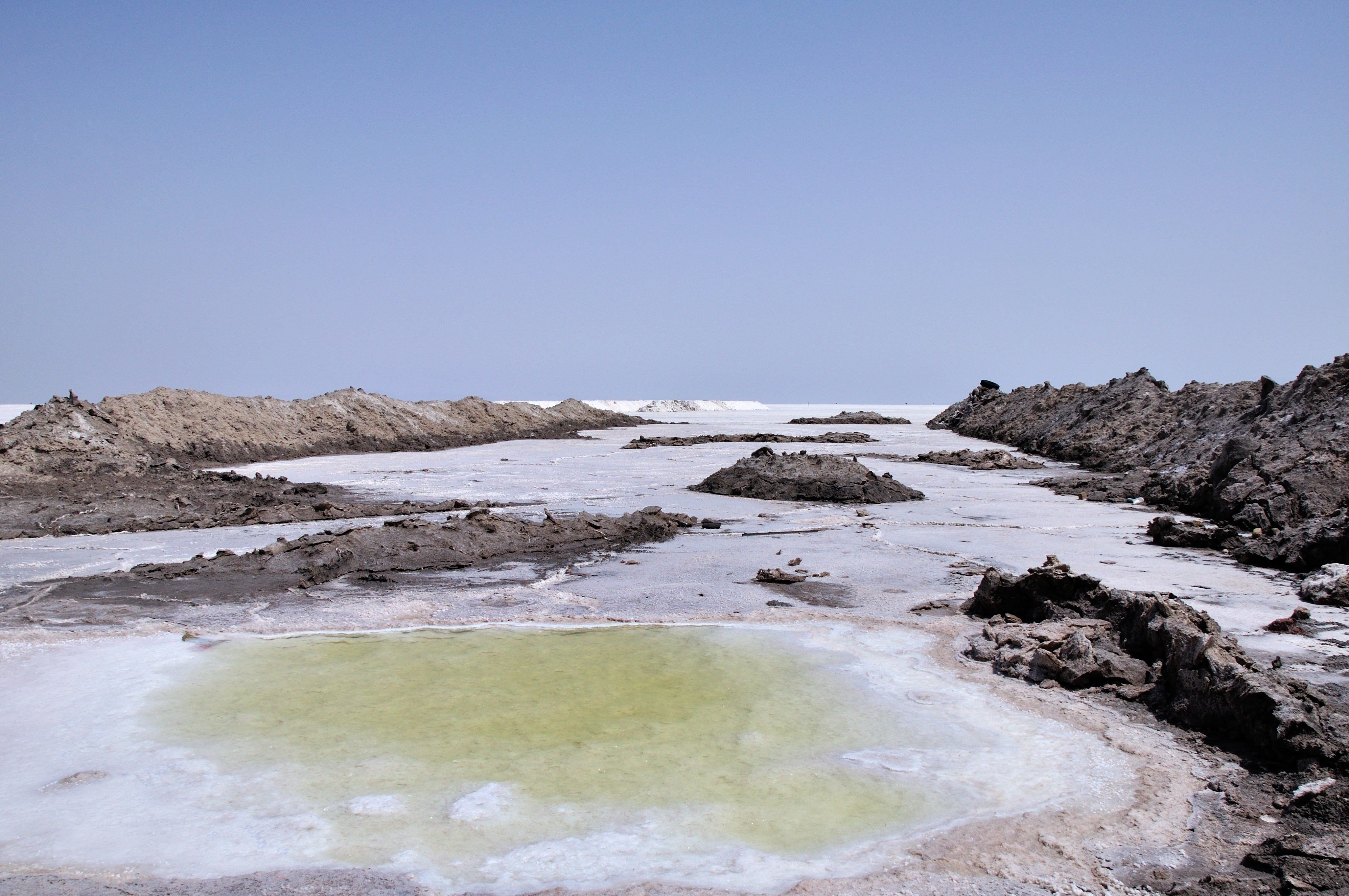
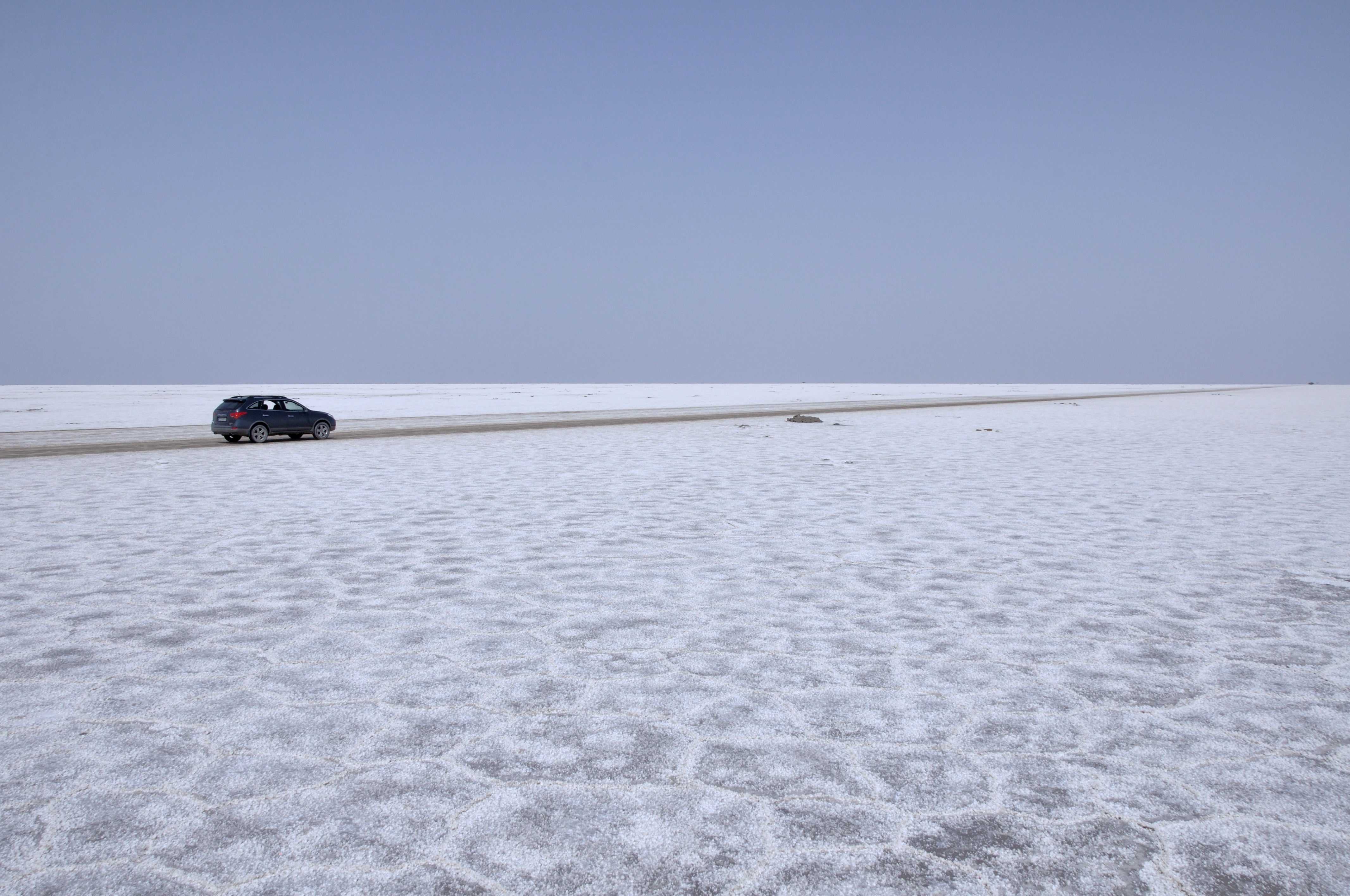
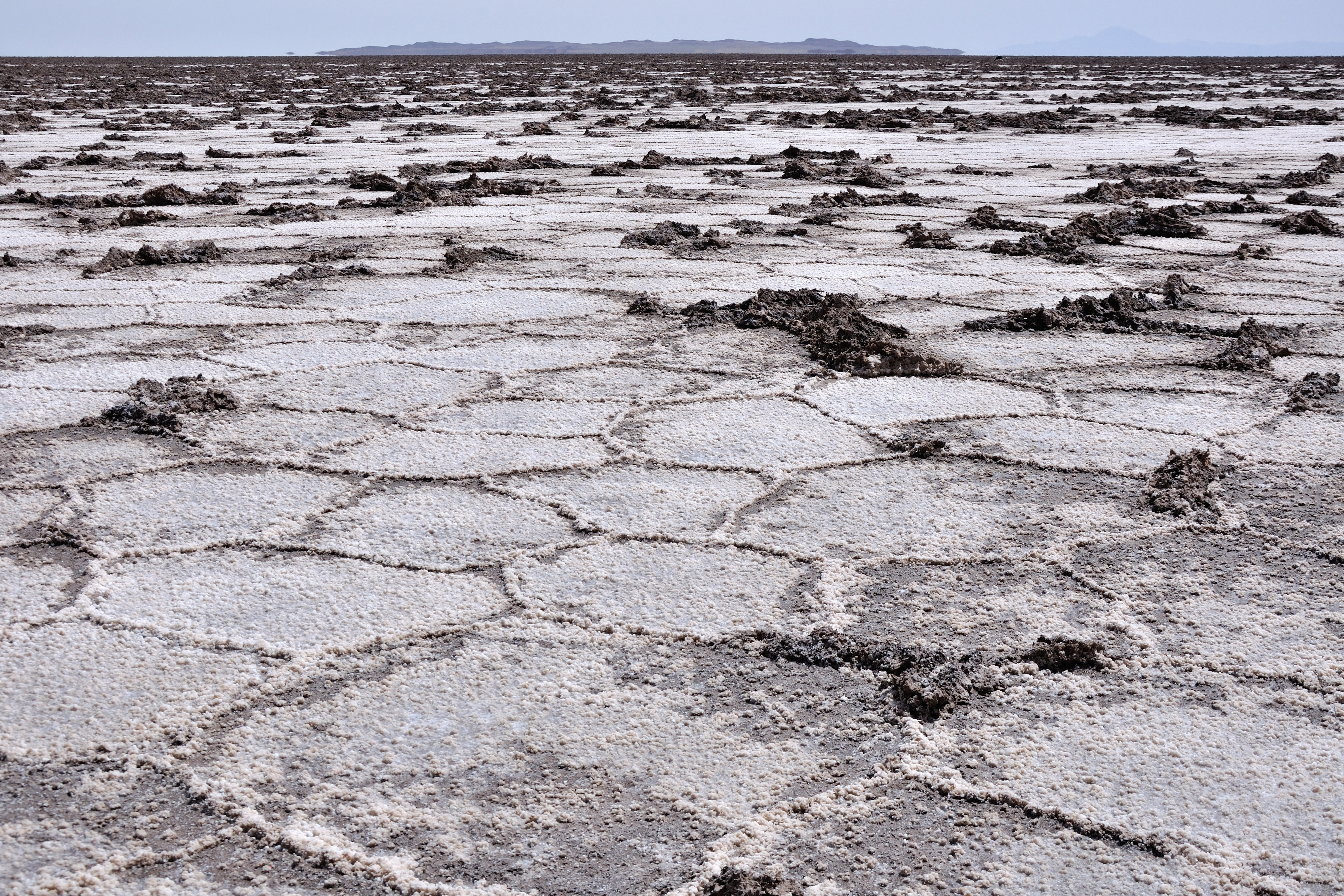
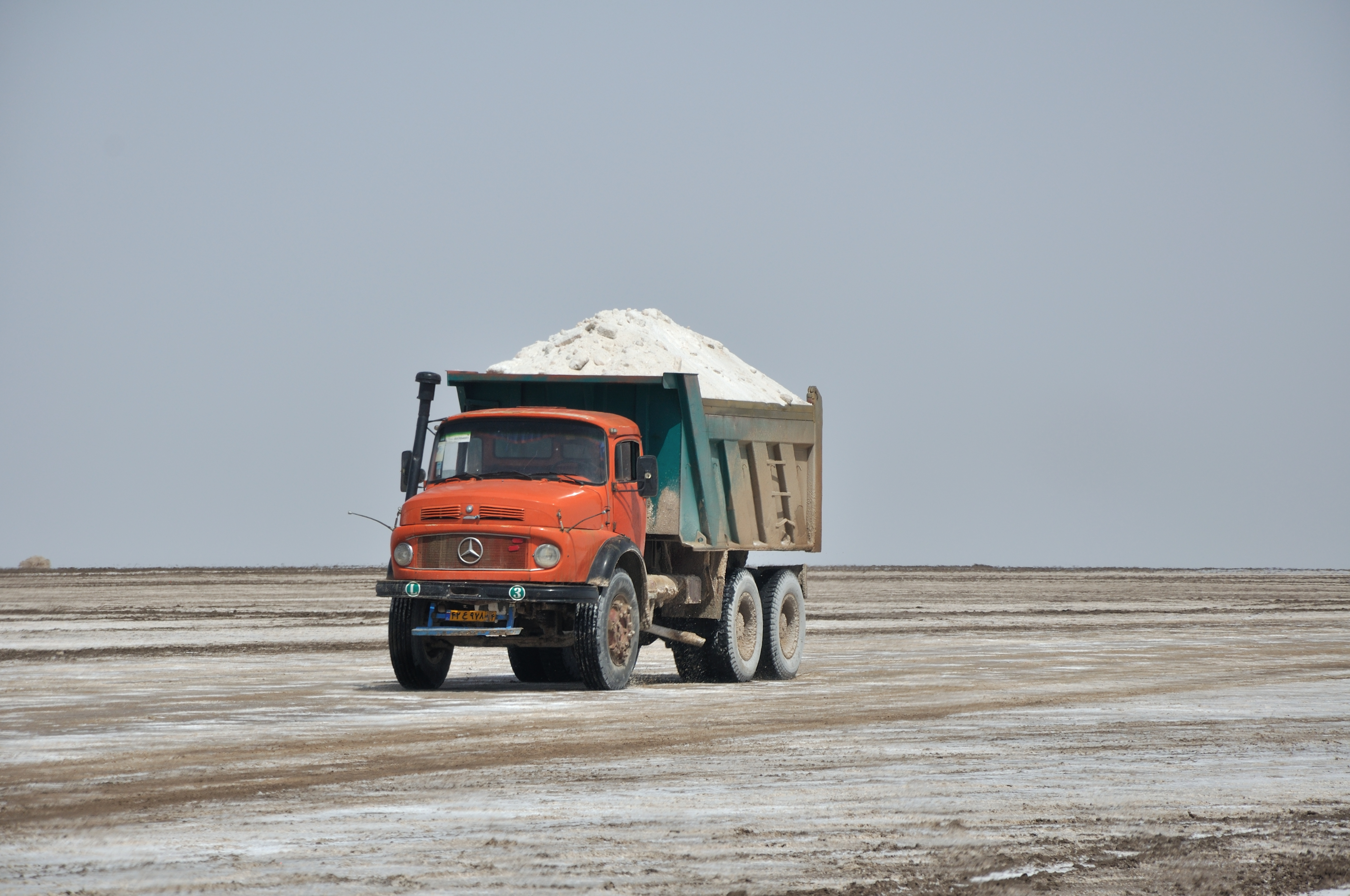
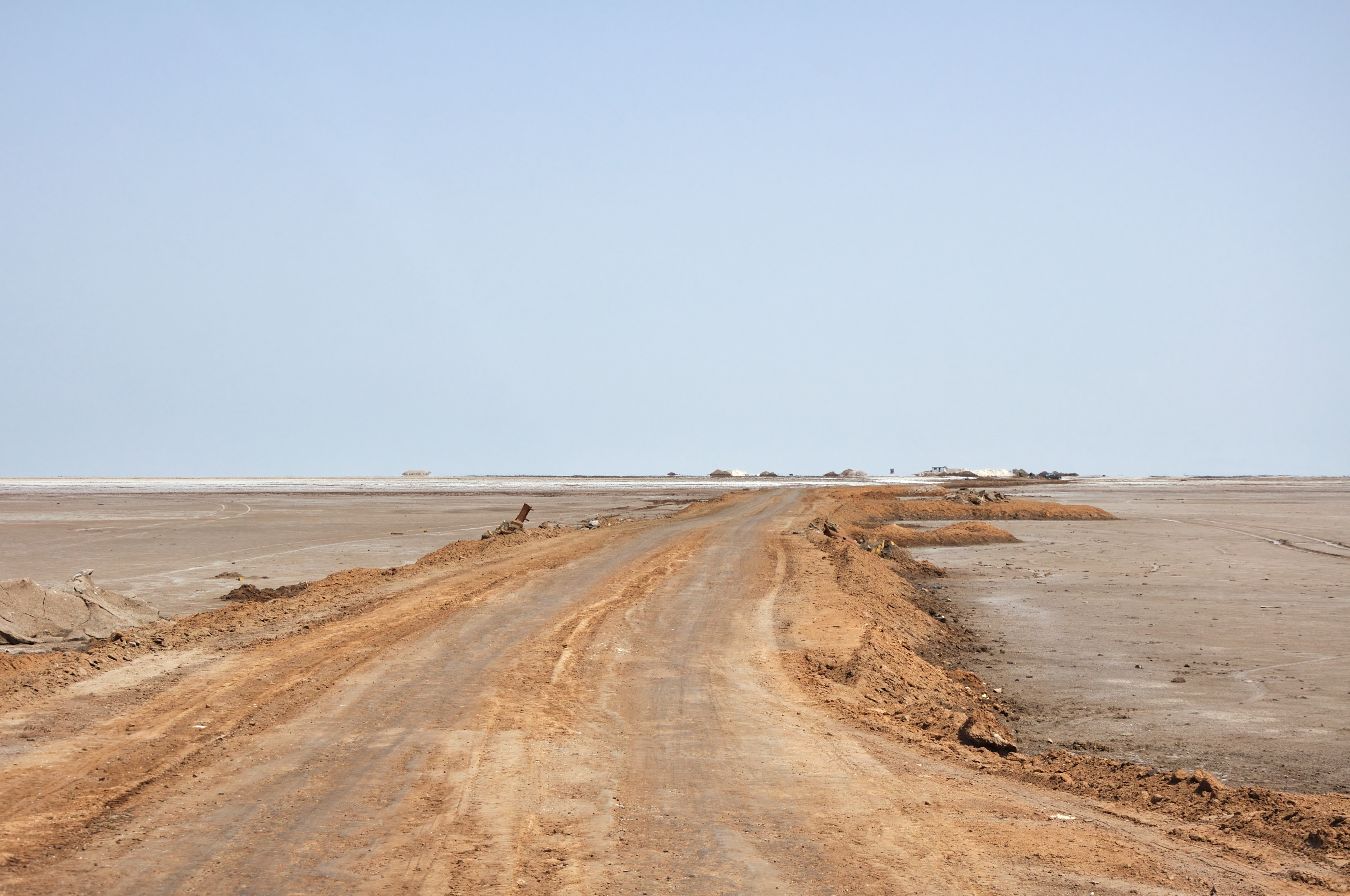